# Jeremy Kissner
Jeremy James Kissner, född 1985, är en amerikansk skådespelare. Han spelar Eric i Flyg 29 saknas, som visades och går i repris  på SVT.